# 남안산 나들목
남안산 나들목(S.Ansan IC)은 경기도 안산시 단원구 신길동에 설치된 평택시흥고속도로의 4번 교차로이다. 평택시흥고속도로 시흥 방향에서 영동고속도로 강릉 방향으로 이용하는 차량과 영동고속도로 인천 방향에서 평택시흥고속도로 평택 방향으로 이용하는 차량은 이 나들목을 이용하여 인근에 있는 성곡로를 통하여 영동고속도로의 서안산 나들목과 간접 연결이 된다. 건설 당시 가칭은 신길 나들목이었다.

## 연혁
- 2008년 3월 28일 : 나들목 신설을 위해 안산시 도시계획시설 교통광장에 단원구 신길동 일원을 신길 나들목으로 고시[1]
- 2009년 4월 28일 : 선형 변경으로 인해 안산시 도시계획시설 교통광장 면적 변경[2]
- 2013년 3월 28일 : 평택시흥고속도로 개통과 함께 통행 개시[3]

## 구조물 정보
- 위치: 경기도 안산시 단원구 신길동
- 영업소: 경기도 안산시 단원구 평택시흥고속도로 36 (신길동)

## 접속하는 도로
- 능길로
- 간접 연결 : 국도 제39호선 (중앙대로, 산단로, 신길고가사거리 이용), 별망로 (국도 제77호선, 국가지원지방도 제84호선, 국가지원지방도 제98호선)
- 간접 연결 : 50호선 영동고속도로 (서안산 나들목 이용)

## 교통량 정보
| 요금소          | 통행량 (대/일) | 통행량 (대/일) | 통행량 (대/일) | 통행량 (대/일) | 통행량 (대/일) | 통행량 (대/일) | 통행량 (대/일) | 각주  |
| 요금소          | 2013년         | 2014년         | 2015년         | 2016년         | 2017년         | 2018년         | 2019년         | 각주  |
| --------------- | -------------- | -------------- | -------------- | -------------- | -------------- | -------------- | -------------- | ----- |
| 남안산 (폐쇄식) | 13,279         | 15,663         | 5,845          | 6,092          | 6,157          | 6,086          | 6,225          | [ 4 ] |